# Horden
Horden est un village anglais du comté de Durham.